# Wolfgang Schweiger (Kommunikationswissenschaftler)
Wolfgang Schweiger (* 1968 in München) ist ein deutscher Kommunikationswissenschaftler.

## Leben
Er studierte Kommunikationswissenschaft, Politik und Rechtswissenschaft an der Universität München und promovierte sowie habilitierte dort. Er hatte Aufenthalte an der Universität Zürich und der Katholieke Universiteit Leuven, Belgien. Danach war er erster Sprecher der DGPuK-Fachgruppe ‚Computervermittelte Kommunikation‘ und Mitgründer des E-Journals ‚Studies of Communication|Media‘. Von 2007 bis 2009 hatte er eine Vertretungs-Professor am Institut für Kommunikationswissenschaft der Technischen Universität Dresden. Er war von 2009 bis 2013 Professor für Public Relations und Technikkommunikation an der TU Ilmenau. Seit 2013 ist er Inhaber des Lehrstuhls für Kommunikationswissenschaft und Onlinekommunikation an der Universität Hohenheim (Stuttgart), dort war er auch Studiengangsleiter, stellvertretender Institutsdirektor und Vorsitzender des Zulassungsausschusses.

## Forschungs- und Beratungsschwerpunkte
- Onlinekommunikation, Medienwandel, Social Media
- öffentliche Diskurse und öffentliche Meinung
- Vertrauen in Journalismus
- Public Relations, Werbung und deren Erfolgskontrolle
- Mediennutzung und -wirkung
- Medieninhalte
- Kulturkommunikation
- empirische Methoden